# Курирование контента
Курирование контента (от анг. «сontent» — «содержимое» и «curation» — «отбор») — это один из видов контент-маркетинга, который применяется компаниями и отдельными людьми для продвижения своего бизнеса.

## Определение курирования контента
Курирование контента — это маркетинговый метод, который подразумевает сбор, систематизацию и повторную публикацию информации, имеющей отношение к определённой теме или сфере. Другое определение трактует этот термин как «сортирование информации и представление её в виде содержательного, понятного и организованного поста».
По данным Curata, авторитетные контент-маркетологи размещают на сайтах 65 % уникального контента, 25 % курированного и 10 % синдицированного. Курированный контент помогает владельцам экономить время и материальные средства, однако он не может заменить уникальные материалы.
Не разрешается использовать чужие материалы без ссылки на источник или автора. Размещение чужого контента на своём ресурсе в неизменном виде без указания авторства считается копипастом, а в некоторых случаях даже плагиатом.
Курирование контента подразумевает, что автор привнесёт в чужой материал добавочную ценность: собственное мнение, прогноз, оценку и т. д.

## История
Изначально курированием информации занимались только библиографы и искусствоведы — сотрудники библиотек, музеев, галерей. Они собирали, исследовали, описывали и систематизировали данные о печатных изданиях, выставочных экспонатах и музейных запасниках, обеспечивая доступ потребителей к информационным ресурсам.
В последнее десятилетие в интернете увеличилось количество сайтов, блогов и социальных сетей. Например, по состоянию на 2015 год количество веб-сайтов перевалило за 1 миллиард. Это привело к большой конкуренции среди производителей контента за внимание читателей. Чтобы поддерживать интерес у пользователей, им приходится генерировать всё больше и больше контента.
Создание качественных и уникальных материалов отнимает у авторов много времени, требует немалых творческих способностей. Курирование контента осуществляется быстрее, однако нуждается в умении анализировать сведения. Куратор предоставляет читателям исчерпывающую информацию по нужной им теме и таким образом завоёвывает их лояльность.

## Преимущества курированого контента
1. Быстрее создаётся и требует меньше инвестиций, чем уникальные материалы. Владельцы ресурсов чаще заказывают уникальный контент на биржах или в агентствах копирайтинга, чем создают его сами. Это связано со сложностью процесса написания качественных и уникальных материалов. Курирование контента отнимает меньше времени, не требует сложных действий и дешевле обходится.
2. Решает ряд маркетинговых проблем. В США 50 % маркетологов уверены, что благодаря курированному контенту улучшили видимость бренда, SEO, трафик и вовлечённость покупателей.
3. Помогает освещать новые темы. Курирование контента позволяет освещать любые темы, которые интересны читателям, даже если куратор в них не эксперт. Это способствует повышению лояльности пользователей.
4. Помогает наладить отношения с другими ресурсами и компаниями. Блогеры и владельцы сайтов ценят, когда коллеги по нише обращают внимание на их публикации. Кураторы контента ссылаются на источник, чем способствуют привлечению трафика на него. Владельцы сайтов-источников могут отблагодарить куратора той же монетой.
5. Наталкивает на мысли о создании собственных уникальных материалов. Сбор нужной информации может подсказать куратору новые идеи, благоприятствовать разработке и написанию собственных статей.

## Способы курирования контента
Есть разные способы курирования контента. Выбор зависит от ниши, целей бизнеса и стратегии контент-маркетинга.
Можно:
- Репостить чужие публикации. Это самый простой и распространённый способ предоставить контент читателям. Куратор просто делится понравившейся информацией со своими читателями с помощью специальных кнопок в соцсетях.
- Резюмировать понравившиеся материалы. Куратор делится понравившимся постом, но добавляет к нему собственное резюме. Создатели соцсетей предусмотрели поле для резюме при нажатии кнопки «поделиться». Этот вид курирования контента даёт читателям понять, о чём идёт речь в предложенном посте.
- Цитировать интересные статьи. Куратор выбирает понравившиеся отрывки из статьи и высказывает по поводу них своё мнение. Такой контент состоит из цитаты и размышлений куратора. Благодаря этому способу читатели сразу видят и достойные внимания мысли авторов первоисточников, и комментарии куратора.
- Дополнять чужой пост провокационным комментарием или другим заголовком. Суть этого способа состоит в том, чтобы делиться чужим постом, добавляя к нему провокационный заголовок или комментарий. Заголовки такого курированного контента напоминают хедлайны заметок жёлтой прессы.
- Создавать тематические подборки. Этот способ подразумевает создание сводок, например «20 самых красивых брюнеток».
- Проводить параллели. Куратор ищет сходство между разнородными явлениями и событиями, а затем публикует их в виде поста. Если увиденные куратором параллели оказываются существенными, потенциальные клиенты одаривают его своей лояльностью.
- Публиковать обзоры покупателей. Куратор отслеживает истории покупателей с помощью хештегов и выбирает самые интересные из них.
- Обновить чужой пост с помощью нового изображения. Куратор может добавить новые элементы дизайна или улучшить старые. Он может оптимизировать размеры картинки для платформы.

## Правила курирования
1. Изучать целевую аудиторию. Курированный контент должен соответствовать интересам читателей.
2. Фокус на ограниченном количестве тем. Куратору необходимо выбрать одну или две тематические области для освещения своей целевой аудитории. Отбор материала должен производиться тщательно, чтобы читатели могли чётко определить сферу деятельности куратора, например, ресторанный критик, эксперт по СМИ и т. д.
3. Последовательное курирование. Курировать контент следует регулярно и последовательно. Если аудитория куратора стартаперы, он должен курировать контент только для начинающих предпринимателей.
4. Брендировать себя, а не компанию. Куратору желательно курировать контент таким образом, чтобы потенциальная аудитория считала его экспертом. Следует публиковать материалы от своего имени, а не от имени бренда.
5. Публиковать контент в определённое время суток. Куратору следует размещать посты в то время, когда пользователи более всего склонны их читать. Курированный контент желательно публиковать на более известной и крупной платформе, чем та площадка, где был опубликован авторский пост.